# Dušan Drašković
Pour les articles homonymes, voir Drašković.
Dušan Drašković est un footballeur puis entraîneur yougoslave puis monténégrin. Il a dirigé plusieurs sélections, comme l'Équateur ou la Bolivie. C'est depuis 2008 l'entraîneur de l'équipe réserve du club équatorien du Barcelona Sporting Club.

## Carrière
Il commence sa carrière d'entraîneur en Yougoslavie, dirigeant le FK Vojvodina Novi Sad puis le FK Borac Banja Luka. En 1988, il part pour l'Amérique du Sud puisqu'il devient le sélectionneur de l'l'équipe nationale d'Équateur. Avec La Tri, il dispute trois Copa América. En 1989 et 1991, elle quitte la compétition au premier tour mais en 1993, à domicile, les Équatoriens réalisent la meilleure performance de leur histoire en atteignant les demi-finales. Drašković entraîne ensuite pendant un an le club brésilien de Bragantino puis revient en Équateur sur le banc du Barcelona SC.
En octobre 1995, la fédération bolivienne fait appel à lui pour tenter de qualifier la Verde pour la Coupe du monde 1998 mais aussi préparer la Copa América 1997, disputée à domicile. Son premier match sur le banc bolivien a lieu le 25 octobre 1995 lors d'un match nul en amical face à l'Équateur. Si les premiers matchs de la Bolivie sous ses ordres sont encourageants (quatre victoires et deux nuls lors des sept premières rencontres, toutes en amical), les débuts dans les éliminatoires de la Coupe du monde sont plus compliqués. La Verde s'incline 3-1 en Argentine puis perd deux fois lors de l'US Cup 1996 face au Mexique puis l'Irlande. Le match nul 0-0 à domicile face au Pérou le 1er septembre 1996 met un terme à son mandat. C'est l'Espagnol Antonio López Habas qui reprend son poste.
Après une pause de quatre ans, le technicien part au Guatemala diriger le club du CSD Comunicaciones puis revient une nouvelle fois en Équateur prendre la tête du Club Sport Emelec. Il effectue un court passage au Pérou au sein du Deportivo Quito avant de prendre en charge en 2008 l'équipe réserve du Barcelona SC.